# レオポルド・アラス
レオポルド・アラス (Leopoldo Alas 1852年4月25日 - 1901年6月13日)は、スペインの小説家、批評家、ジャーナリスト。

## 生涯
スペインのサモラで誕生する。筆名はクラリン (Clarín)を用いた。父は官選の地方自治体の長である。カスティーリャのレオンやグアダラハラで育ち、7歳でレオンにあるイエズス会の学校に通う。それから一家はオビエドに移り、当地にある学校で数学、神学、ラテン語を修める。それからマドリードに移って、法を学び、法学博士号を取得。この頃、19世紀後半のスペインを席巻していたカール・クリスティアン・フリードリヒ・クラウゼが創始したドイツ思想であるクラウゼ主義の影響を強く受ける。当地でジャーナリストとして活動を始め、複数の新聞にて寄稿する。それからオビエド大学に招かれて法学の教員として教壇に立つ。生涯の多くをオビエドで過ごし当地にて死去。

## 作品
ギュスターヴ・フローベールの『ボヴァリー夫人』やレフ・トルストイの『戦争と平和』に触発されたアラスは1884年から1885年にかけて、上流階級出身にして地方裁判所長官夫人である主人公アナ・オソレスがやがて神や姦通そして破滅へと至っていく姿をえぐり出した長編小説『ラ・レヘンタ』 を発表してまたたくまに国際的喝采を博した。しばしば自然主義小説と評されるが、そもそもスペインではカトリックの影響が強かったことからフランスの自然主義と異なり科学的、生理学的原則にのっとった描写は存在せず、スペイン独自の自然主義とされる。それを踏まえた上で当作はそのスペイン自然主義や、さらに写実主義、それからクラウゼ主義の影響が濃い。アラスは長編小説のほかに『さようならコルディーラ』、『チリパの回心』、『咳のデュエット』、『ぼくの葬儀』、『アベシーリャ』、『身代り』といった短編小説を発表。それから精力的に雑誌や新聞にて文芸や社会等、各種批評をあまた寄稿し、エッセイを6作刊行している。1895年に戯曲『テレサ』を書き、マドリードのエスパニョール劇場で初演されたが、観衆や批評家から酷評を受けた。

## 長編小説
- 『ラ・レヘンタ』東谷穎人訳 白水社 (1988年)